# Gmina Bovec
Gmina Bovec (słoweń. Občina Bovec) – gmina w Słowenii. W 2010 roku liczyła 3197 mieszkańców, a w 2017 roku 3256 mieszkańców.

## Geografia

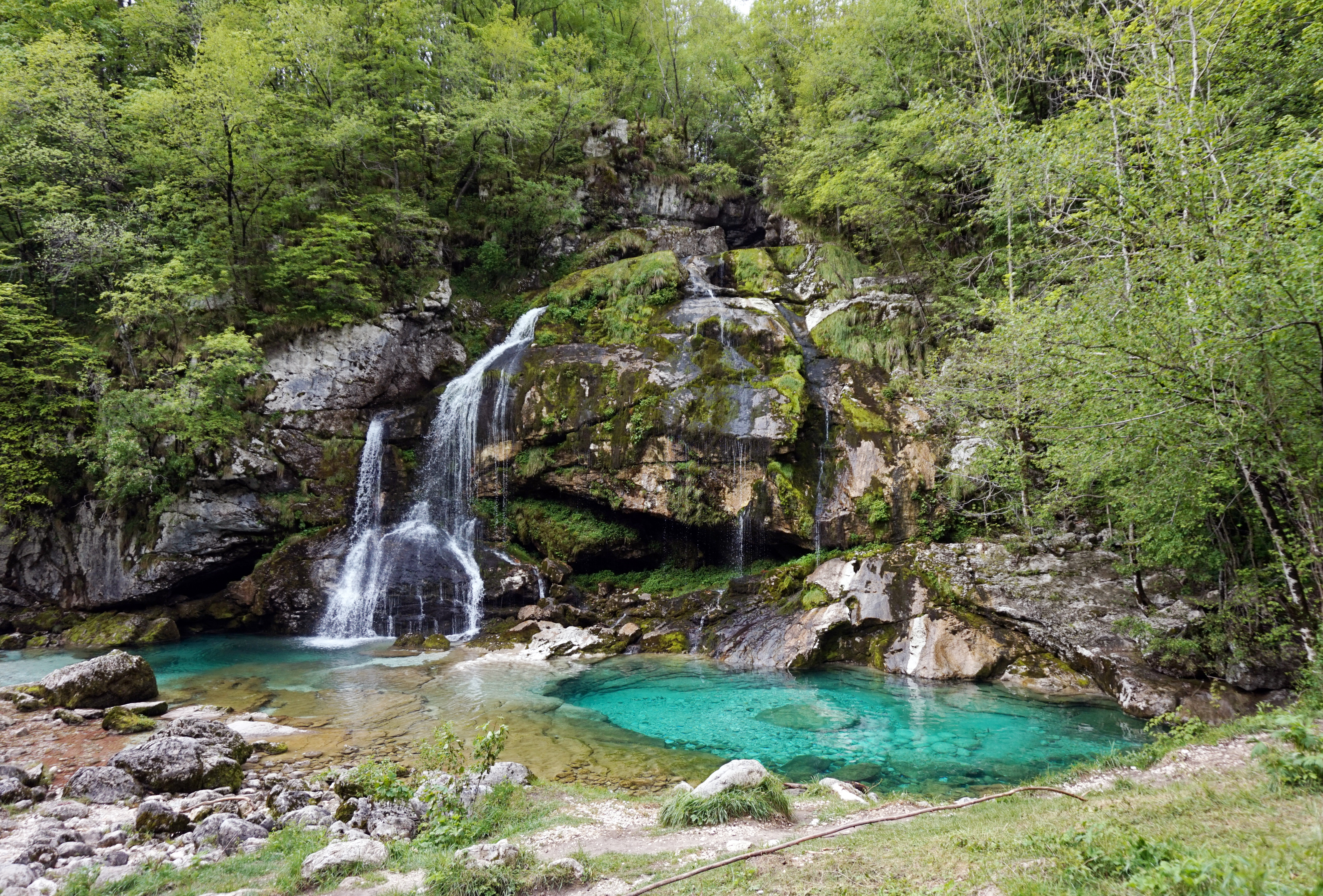
Virje

Gmina Bovec leży w północno-zachodniej Słowenii, przy granicy słoweńsko-włoskiej. Teren gminy jest górzysty, ponieważ znajduje się na terenie Alp Julijskich. Najwyższymi szczytami gminy są góry Kanin, Jalovec oraz Triglav. Leży także nad kilkoma rzekami i strumieniami, m.in. Socza, Učja, Boka, czy Koritnica.

## Turystyka
Z powodu umieszczenia w górach, gospodarka Gminy Bovec składa się głównie z turystyki. Na terenie gminy znajduje się ponadto kilka wysokich i popularnych wodospadów, m.in. Boka (słoweń. Slap Boka) i Virje (słoweń. Slap Virje).

## Miejscowości
Miejscowości wchodzące w skład gminy Bovec:

- Bavšica
- Bovec (wł.: Plezzo, niem.: Flitsch) – siedziba gminy
- Čezsoča
- Kal – Koritnica
- Lepena
- Log Čezsoški
- Log pod Mangartom
- Plužna
- Soča
- Srpenica
- Strmec na Predelu
- Trenta
- Žaga

## Przypisy

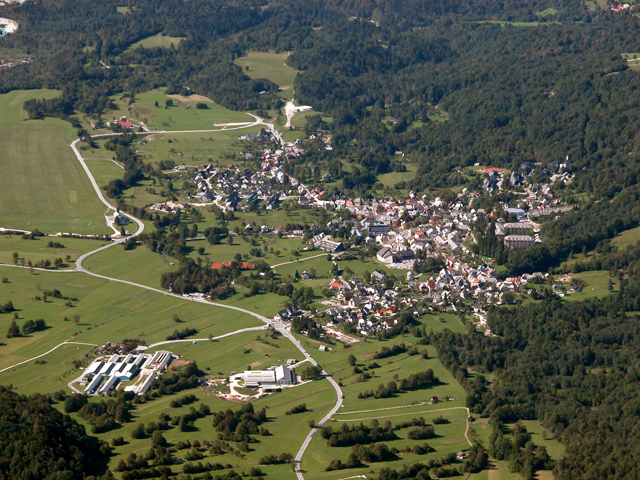
Bovec